# Sojabönshemicellulosa
Sojabönshemicellulosa är en raffinerad vattenlöslig polysackarid som utvinns ur sojafiber. Sojafiber är en blandning av cellulosaarter och andra strukturella komponenter i sojabönans inre cellvägg. Det råmaterial som löslig hemicellulosa utvinns ur är en fiberrik biprodukt från tillverkningen av sojaolja och sojaprotein.